# 네바하트 체흐레
네바하트 체흐레(튀르키예어: Nebahat Çehre, 1944년 3월 15일 ~ )는 튀르키예의 배우, 모델, 가수, 미인 대회 우승자이다. 드라마 《아슈크-으 멤누》와 드라마 《무흐테솀 유즈이을》의 아이셰 하프사 술탄 역으로 유명하다.
1960 미스 터키 우승자이며, 같은 해 열린 미스 월드에 터키 대표로 참가했다. 뿐만 아니라 1965 미스 유니버스에도 터키 대표로 대회에 참가했다.